# Bernhard Ohlert
August Bernhard Adalbert Ohlert (* 15. August 1821 in Thiendorf bei Elbing; † 9. Januar 1891 in Danzig) war ein deutscher Lehrer für Mathematik und Naturwissenschaften.

## Leben
Nach dem Abitur in Elbing studierte er von 1840 bis 1846 an der Albertus-Universität Königsberg Mathematik und Naturwissenschaften. In der Corpslandsmannschaft Normannia zeichnete er sich als Senior aus. Nachdem er das Examen pro facultate docendi abgelegt hatte, absolvierte er das Probejahr am  Kneiphöfischen Gymnasium. Ab Michaelis 1848 unterrichtete er an der Realschule in Elbing. Ostern 1864 wurde er zum Rektor der Bürgerschule in Gumbinnen gewählt. Ostern 1871 wurde ihm das Direktorat des Realgymnasiums St. Petri und Pauli zu Danzig übertragen. 1890 wurde er pensioniert.

## Schriften
- Über die Gesetze der Blattstellung. Elbing 1851.[3]
- Zur Theorie der Strömungen des Meeres und der Atmosphäre. Elbing 1859.[3]
- Schulbericht über die Zeit von Ostern 1864 bis Ostern 1868. Gumbinnen 1868.[4]
- Bemerkungen zu Laplace’s Hypothese über die Entstehung unseres Planetensystems. Danzig 1873.[5]
- Die Gruppe der kleinen Planeten im Lichte der Laplace’schen Hypothese. Danzig 1880.[5]
- Rede des Direktors zur Feier der vor 50 Jahren erfolgten Anerkennung der Petrischule als höhere Lehranstalt, gehalten am 19. August 1880. Danzig 1881.[5]
- Nekrolog des Professors Menge. 1881.
- Lehrbuch der Mathematik für Realschulen und Gymnasien zum Selbstunterricht.
- Die Provinz Preußen